# Мишутино (Андреапольский район)
Мишутино — деревня в Андреапольском городском округе Тверской области.

## География
Находится в западной части Тверской области на расстоянии приблизительно 36 км на запад-северозапад по прямой от города Андреаполь на западном берегу озера Глубокое.

## История
Деревня уже была показана на карте Шуберта (состояние местности на 1826—1840 годы). В 1872 году здесь (деревня Холмского уезда Псковской губернии) было учтено 9 дворов, в 1939 — 15. До 2019 года входила в Торопацкое сельское поселение Андреапольского района до их упразднения.

## Население
Численность населения: 47 человек (1872 год), 0 в 2002 году, 6 в 2010.